# Aspa, Askersunds kommun

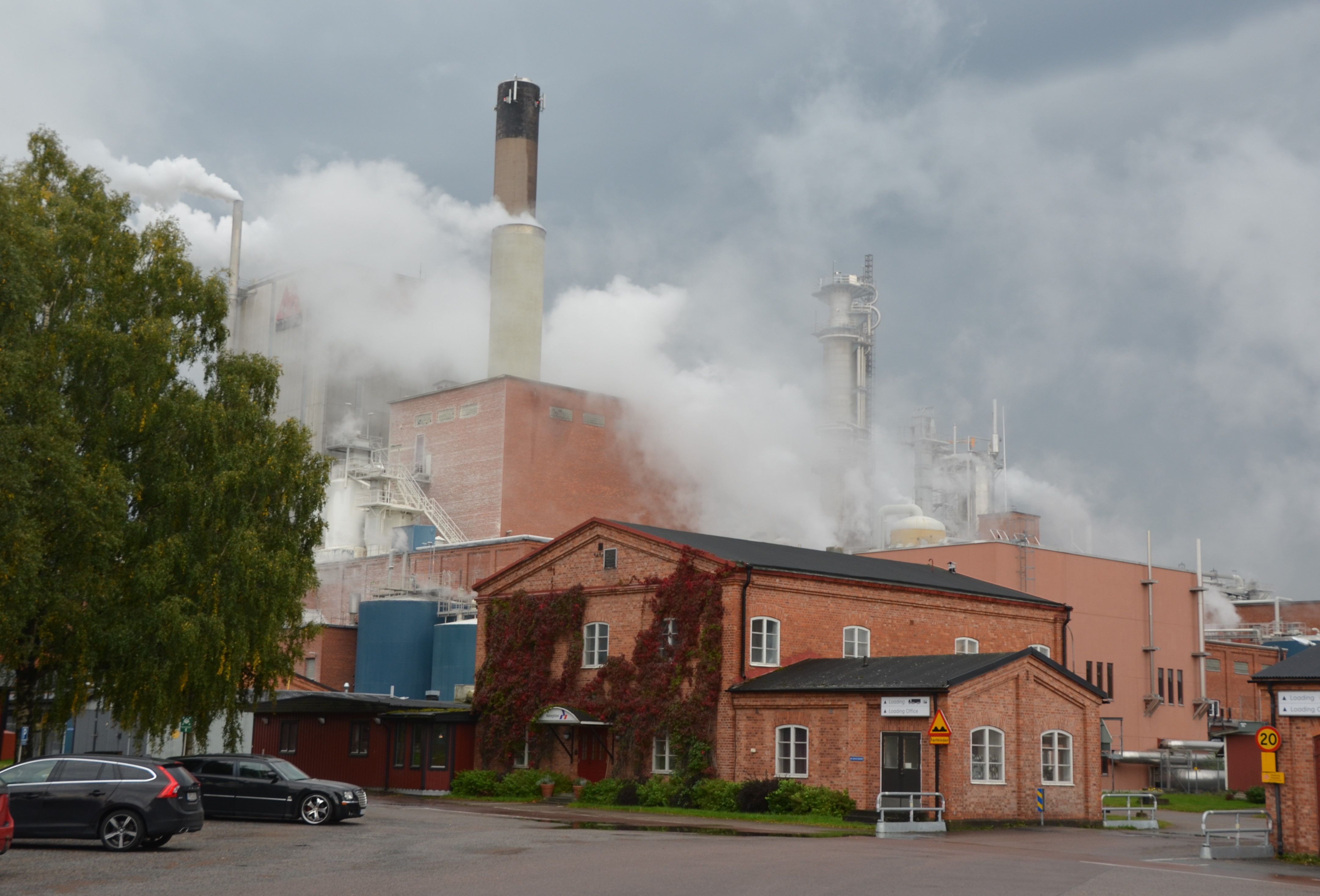
Aspa bruk

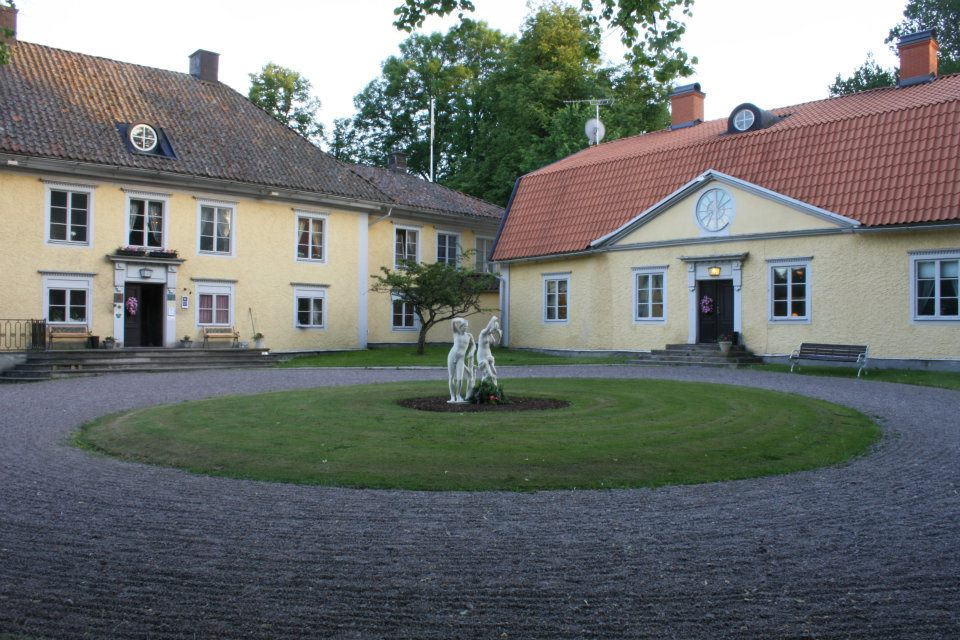
Aspa herrgård Borggården

Aspa bruk omkring 1790 enligt Elias Martin.

Aspa är en herrgård och ett pappersbruk i Hammars socken i Askersunds kommun i Närke. Herrgården ligger vid Vätterns västra strand, strax norr om Olshammar.

## Historik
Godset tillhörde under 1415 Jösse Erikssons svärfar Ulf Jonsson (Roos).
Aspa bruk anlades på 1670-talet av Anton von Boij. Samme man anlade även de närbelägna Algrena bruk och Igelbäckens masugn. Senare ägare var bland andra Thomas Fehman, Gustaf Kierman och Johan Didrik Duwall. Aspa bruk köptes på 1700-talet av kommerserådet Joachim Daniel Wahrendorff. Hans son, Carl Wahrendorff, utvidgade godset och dess bruksrörelse samt förbättrade egendomen genom att uppföra nya byggnader. Han lät bygga till mangården och anlägga parker, trädgårdar och nya vägar. År 1812 köptes Aspa av grosshandlare Jul. Steuch och kammarherren Johan Henrik Steuch. De sålde det till ryttmästaren Carl Rütterskiöld, vars arvingar bildade Aspa bruks AB 1885. Mellan 1900 och 1918 tillhörde bruket Laxå Bruks AB för att därefter övergå till Munksjö AB. År 1927 byggdes järnbruket om till ett sulfatbaserat pappersbruk. Bruket tillhör idag Sweden Timber och tillverkar blekt och oblekt långfibrig sulfatmassa. Det har omkring 170 anställda.
Familjen Öholm gjorde på 1980-talet om herrgården till ett hotell. Idag är Aspa Herrgård en populär hotellverksamhet för konferenser, bröllop, firanden och semester.